# Campeonato Europeo de Futsal
El Campeonato Europeo de Futsal (en inglés, FEF Men's Futsal Championship), anteriormente Campeonato Europeo de Futsal de la UEFS, también conocido como Eurofutsal, es un torneo internacional de futsal en el que compiten las selecciones europeas de este deporte. Es organizado por la Federación Europea de Futsal (FEF) desde 2017 y anteriormente por la Unión Europea de Futsal (UEFS) desde su creación.
La primera edición del campeonato tuvo lugar en 1989 y, desde 2004 se realiza cada dos años. Por su parte, la versión femenina, el Campeonato Europeo Femenino de Futsal, se disputó por primera vez en 2001 y se celebra cada dos años desde 2007.
El torneo sirve como clasificatorio europeo al Campeonato Mundial de Futsal organizado por la Federación Internacional de Fútbol de Salón (FIFUSA).

## Torneo masculino

### Historial[2]
| Año           | Sede            | Campeón     | Final Resultado       | Subcampeón      | Tercer lugar    | Resultado             | Cuarto lugar    |
| ------------- | --------------- | ----------- | --------------------- | --------------- | --------------- | --------------------- | --------------- |
| 1989 Detalles | España          | Portugal    |                       | España          | Checoslovaquia  |                       | Israel          |
| 1990 Detalles | Portugal        | Portugal    |                       | Checoslovaquia  | España          |                       | Inglaterra      |
| 1992 Detalles | Portugal        | España      |                       | Rusia           | Portugal        |                       | Israel          |
| 1995 Detalles | Marruecos       | Eslovaquia  |                       | Marruecos       | Rusia           |                       | República Checa |
| 1998 Detalles | Eslovaquia      | Rusia       | 5-0                   | España          | Eslovaquia      |                       | Bielorrusia     |
| 2004 Detalles | Bielorrusia     | Bielorrusia | 4-0                   | República Checa | Rusia           | 12-3                  | Ucrania         |
| 2006 Detalles | España          | Rusia       | 3-1                   | Cataluña        | República Checa | 4-3                   | Bélgica         |
| 2008 Detalles | Bélgica         | Rusia       | 3-3 (pró.) (pen. 3-2) | República Checa | Bielorrusia     | 2-1                   | Bélgica         |
| 2010 Detalles | Rusia           | Rusia       | 5-2                   | Bélgica         | República Checa | 4-4 (pró.) (pen. 2-1) | Bielorrusia     |
| 2012 Detalles | Bielorrusia     | Bélgica     | 4-1                   | República Checa | Rusia           | 4-1                   | Cataluña        |
| 2014 Detalles | República Checa | Bielorrusia | 2-1                   | Bélgica         | Cataluña        | 2-1                   | Rusia           |
| 2016 Detalles | Rusia           | Rusia       | 5-4 (pró.)            | Italia          | República Checa | y                     | Kazajistán      |
| 2018 Detalles | España          | Bélgica     | 4-2                   | República Checa | Rusia           | y                     | Letonia         |

### Palmarés
En cursiva, se indica el torneo en que el equipo fue local.
| Equipo          | Campeón                          | Subcampeón                       | Tercer lugar               | Cuarto lugar   |
| --------------- | -------------------------------- | -------------------------------- | -------------------------- | -------------- |
| Rusia           | 5 (1998, 2006, 2008, 2010, 2016) | 1 (1992)                         | 4 (1995, 2004, 2012, 2018) | 1 (2014)       |
| Bélgica         | 2 (2012, 2018)                   | 2 (2010, 2014)                   |                            | 2 (2006, 2008) |
| Bielorrusia     | 2 (2004, 2014)                   |                                  | 1 (2008)                   | 2 (1998, 2010) |
| Portugal        | 2 (1989, 1990)                   |                                  | 1 (1992)                   |                |
| España          | 1 (1992)                         | 2 (1989, 1998)                   | 1 (1990)                   |                |
| Eslovaquia      | 1 (1995)                         |                                  | 1 (1998)                   |                |
| República Checa |                                  | 5 (1990, 2004, 2008, 2012, 2018) | 4 (1989, 2006, 2010, 2016) | 1 (1995)       |
| Cataluña        |                                  | 1 (2006)                         | 1 (2014)                   | 1 (2012)       |
| Italia          |                                  | 1 (2016)                         |                            |                |
| Marruecos       |                                  | 1 (1995)                         |                            |                |
| Letonia         |                                  |                                  | 1 (2018)                   |                |
| Kazajistán      |                                  |                                  | 1 (2016)                   |                |
| Israel          |                                  |                                  |                            | 2 (1989, 1992) |
| Inglaterra      |                                  |                                  |                            | 1 (1990)       |
| Ucrania         |                                  |                                  |                            | 1 (2004)       |

### Campeonato Europeo Clubes Futsal 2026
FEF
(12/16 cupos)

## Torneo femenino

### Historial[2]
| Año           | Sede            | Campeón         | Final Resultado | Subcampeón              | Tercer lugar    | Resultado | Cuarto lugar |
| ------------- | --------------- | --------------- | --------------- | ----------------------- | --------------- | --------- | ------------ |
| 2001 Detalles | Rusia           | Rusia           | liga            | Bielorrusia             | Ucrania         | liga      | Italia       |
| 2004 Detalles | Rusia           | Rusia           | 2:0             | Cataluña                | Ucrania         |           | Bélgica      |
| 2007 Detalles | República Checa | República Checa | liga            | Rusia                   | Eslovaquia      | liga      | Ucrania      |
| 2009 Detalles | Polonia         | Rusia           | Sin final       | Galicia (descalificada) | República Checa | 1:0       | Cataluña     |
| 2011 Detalles | República Checa | República Checa | liga            | Rusia                   | Cataluña        | liga      | Francia      |
| 2015 Detalles | España          | Rusia           | liga            | República Checa         | Cataluña        | liga      | Países Bajos |
| 2017 Detalles | España          | Rusia           | liga            | Bélgica                 | Noruega         | liga      | Cataluña     |

### Palmarés
En cursiva, se indica el torneo en que el equipo fue local.
| Equipo          | Campeón                          | Subcampeón     | Tercer lugar         | Cuarto lugar |
| --------------- | -------------------------------- | -------------- | -------------------- | ------------ |
| Rusia           | 5 (2001, 2004, 2009, 2015, 2017) | 2 (2007, 2011) |                      |              |
| República Checa | 2 (2007, 2011)                   | 2 (2009, 2015) |                      |              |
| Cataluña        |                                  | 1 (2004)       | 3 (2009, 2011, 2015) | 1 (2017)     |
| Bélgica         |                                  | 1 (2017)       |                      | 1 (2004)     |
| Bielorrusia     |                                  | 1 (2001)       |                      |              |
| Ucrania         |                                  |                | 2 (2001, 2004)       | 1 (2007)     |
| Noruega         |                                  |                | 1 (2017)             |              |
| Eslovaquia      |                                  |                | 1 (2007)             |              |
| Italia          |                                  |                |                      | 1 (2001)     |
| Francia         |                                  |                |                      | 1 (2011)     |
| Países Bajos    |                                  |                |                      | 1 (2015)     |
| Polonia         |                                  |                |                      | 1 (2009)     |